# Delfinfélék

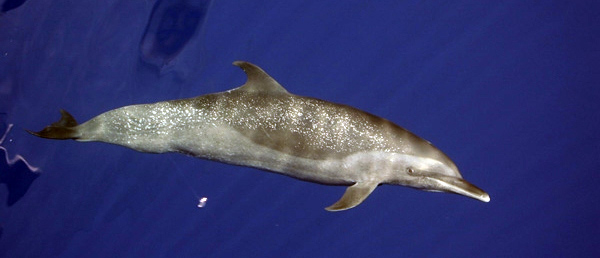
Pettyes delfin (Stenella attenuata)

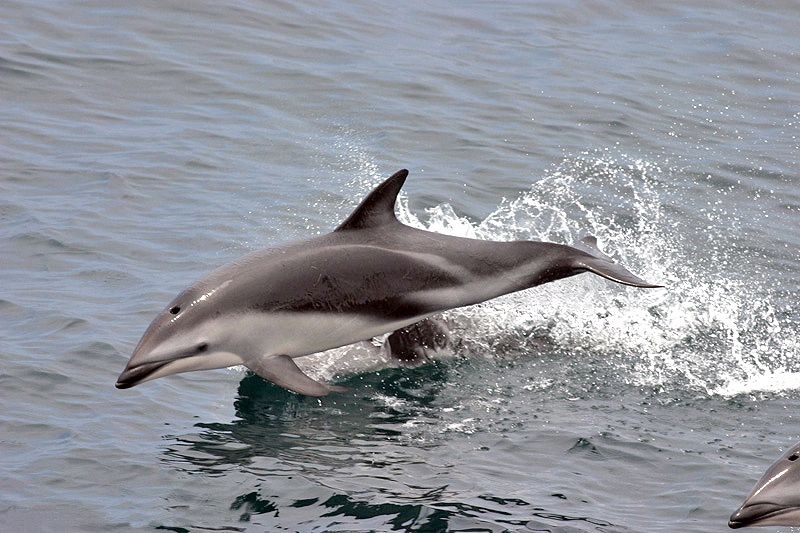
Sötét delfin (Lagenorhynchus obscurus)

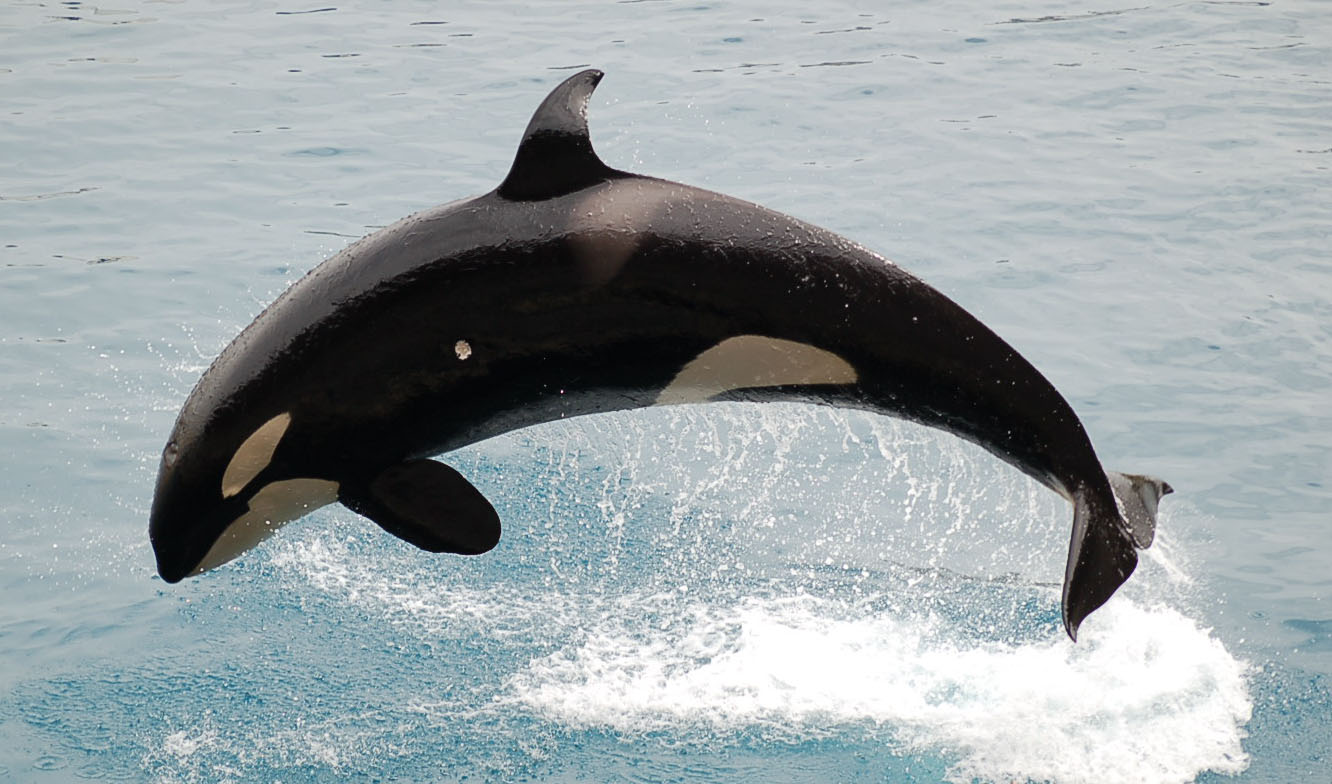
Kardszárnyú delfin (Orcinus orca)

A delfinfélék (Delphinidae) az emlősök (Mammalia) osztályának párosujjú patások (Artiodactyla) rendjébe, ezen belül a cetek (Cetacea) alrendágába tartozó család.
A családba 39 recens faj tartozik; ezzel a számmal a delfinfélék a cetek legnagyobb családját alkotják.
Mivel a cetek csoportjához tartoznak, a delfinfélék rokonságban állnak a bálnákkal és a disznódelfinekkel.

## Előfordulásuk
A Föld összes óceánjában és tengerében megtalálhatók, de legtöbb fajuk, inkább a partközeli, sekély vizeket választják élőhelyül. Közülük néhány faj a nagyobb folyók lakója, ilyen a kúposfejű delfin (Orcaella brevirostris) is.

## Megjelenésük
E család fajai igen nagy változatosságot mutatnak. Méretük a 160 centiméteres és 40 kilogrammos Benguela-delfintől (Cephalorhynchus heavisidii) a 9 méteres és 9 tonnás kardszárnyú delfinig (Orcinus orca) változik. A legtöbb faj testtömege 50 és 200 kilogramm között van. Közös jellemzőik a lekerekített, háromszög alakú hátuszony, melynek a csúcsa enyhén hátra hajlik, a „csőrszerű” száj és a magasan fejlett hanglokátorrendszer, melynek segítségével megkapják zsákmányállataikat. Színben és mintázatban is igen nagy változatosságot mutatnak.

## Életmódjuk
A legtöbb delfinféle fő tápláléka a halak, de ezek mellett kalmárokat és rákokat is fogyasztanak. Néhány faj kimondottan csak kalmárokkal táplálkozik. A kardszárnyú delfin a tengeri emlősöket is megtámadja. Az összes delfinféle ragadozó életmódot folytat. Általában 100-200 foguk van, néhány fajnak ennél kevesebb.
Egyes delfinfajok akár 1000 fős csoportba is verődhetnek. Mindegyik csoport néhány tucat négyzetkilométernyi és néhány száz négyzetkilométernyi területen keresi a táplálékát. Egyes csoportok lazábbak, a hímek kedvük szerint csatlakoznak vagy elmennek egy csoporttól, míg más csoportok összetartóbbak; ilyenkor egy hím maga köré gyűjt néhány nőstényt. A delfinek visszhang segítségével tájékozódnak (hangnavigáció): az általuk kibocsátott ultrahang – csettintő hangok sorozata – a vízben vándorló „hangfalat” képez. Ha ezek a hangok szilárd tárgyba ütköznek, visszhangként verődnek vissza. A visszhangot környezetének pontos hangképeként értelmezik. Így tudják megállapítani zsákmányaik nagyságát, elhelyezkedésüket, haladási irányukat és sebességüket.

## Szaporodásuk
A vemhesség 10-12 hónapig tart, ennek végén egy kis delfin jön a világra.

## Rendszerezés
A családba az alábbi 5 alcsalád, 17 élő nem és 11 fosszilis nem tartozik (az élő nemek alcsaládokba való besorolásának rendjét 1999-ben, LeDuc és társai állították össze a molekuláris vizsgálatok alapján):
- Delphininae
  - Delphinus Linnaeus, 1758 - típusnem
  - Lagenodelphis Fraser, 1956
  - Sousa J. E. Gray, 1866
  - Stenella J. E. Gray, 1866
  - Tursiops Gervais, 1855

- Globicephalinae Le Duc, 1997[9]
  - Feresa J. E. Gray, 1870
  - Globicephala Lesson, 1828
  - Grampus J. E. Gray, 1828
  - Peponocephala Nishiwaka & Norris, 1966
  - Pseudorca Reinhardt, 1862

- Lissodelphininae
  - Cephalorhynchus J. E. Gray, 1846
  - Lagenorhynchus J. E. Gray, 1846
  - Lissodelphis Gloger, 1841

- Orcininae[10][11]
  - †Arimidelphis
  - †Hemisyntrachelus Brandt, 1873 - késő miocén-középső pleisztocén; Olaszország, Hollandia, Chile, Peru[12][13]
  - Orcaella J. E. Gray, 1866
  - kardszárnyú delfinek (Orcinus) Fitzinger, 1860
  - †Platalearostrum Post & Kompanje, 2010 - középső pliocén-kora pleisztocén; Északi-tenger[14]

- Stenoninae[15]
  - Sotalia J. E. Gray, 1866
  - Steno J. E. Gray, 1846

- Az alábbi nemi szintű taxonok szintén a delfinfélék családjába tartoznak, azonban még nincsenek alcsaládokba foglalva, azaz incertae sedis besorolásúak:
  - †Astadelphis
  - †Australodelphis Fordyce et al., 2002 - kora pliocén; Kelet-Antarktisz[16]
  - †Eodelphinus Murakami, Shimada, Hikida & Soeda, 2014 - miocén; Japán[17]
  - †Etruridelphis Bianucci et al., 2009 - kora pliocén; Olaszország[12]
  - †Norisdelphis
  - †Protoglobicephala
  - †Septidelphis Bianucci, 2013 - pliocén; Olaszország[18]
  - †Sinanodelphis

### Fordítás
- Ez a szócikk részben vagy egészben  az   Oceanic dolphin című angol Wikipédia-szócikk ezen változatának fordításán alapul.  Az eredeti cikk szerkesztőit annak laptörténete sorolja fel. Ez a jelzés csupán a megfogalmazás eredetét és a szerzői jogokat jelzi, nem szolgál a cikkben szereplő információk forrásmegjelöléseként.
- Ez a szócikk részben vagy egészben  a   List_of_extinct_cetaceans#Suborder_Odontoceti című angol Wikipédia-szócikk ezen változatának fordításán alapul.  Az eredeti cikk szerkesztőit annak laptörténete sorolja fel. Ez a jelzés csupán a megfogalmazás eredetét és a szerzői jogokat jelzi, nem szolgál a cikkben szereplő információk forrásmegjelöléseként.